# IEEE 802.3b
 (novembre 2022).
Si vous disposez d'ouvrages ou d'articles de référence ou si vous connaissez des sites web de qualité traitant du thème abordé ici, merci de compléter l'article en donnant les références utiles à sa vérifiabilité et en les liant à la section « Notes et références ».
IEEE 802.3b est une norme ratifiée en 1985 et appartenant au standard IEEE 802.3 (Ethernet). Plus connue, par abus de langage, sous le nom de 10BROAD36, celle-ci est aussi un groupe de travail du sous-comité IEEE 802.3 aujourd'hui dissous.

## Description
La norme définit le MAU (Medium Attachment Unit) de telle sorte que celui-ci permet de relier des périphériques au réseau local large bande au moyen de câbles coaxiaux de type CATV utilisés habituellement pour la télévision par câble.
AUI: Attachment Unit Interface.
MAU: Medium Attachment Unit.
MDI: Medium Dependent Interface.
PLS: Physical Layer Signaling
PMA: Physical Medium Attachment.